# Jung Jae-hyung
Jung Jae-hyung, (en hangul, 정재형; romanización revisada, Jeong Jae-hyeong; McCune-Reischauer, Jŏng Jae-hyŏng, nacido el 12 de enero de 1970) es un cantautor, pianista y compositor de música cinematográfica surcoreano. 

## Biografía
Jung Jae-hyung nació en Seúl y se graduó de la Facultad de Música de la Universidad de Hanyang, con especialización en composición . Antes de su debut, no se vio afectado por ningún tipo de música pop y solo se sumergió en la música clásica. Hizo su debut en el K-pop en 1995 como parte del grupo 'Basis (베이시스)' con sus compañeros de la universidad. Basis tuvo su apogeo con el éxito de varios títulos en tres álbumes. 
En 1999, la banda se separó y Jung fue a Francia para asistir a la École Normale de Musique de Paris . Durante su estancia en París, se especializó en música de cine y interpretación de piano y participó en cuatro producciones cinematográficas en Corea del Sur. 
En 2008 regresó a Corea y lanzó su tercer álbum titulado "For Jacqueline", seis años después de su último álbum dedicado al público. En abril de 2009 lanzó un álbum regular titulado "Promenade" y en 2010, se lanzó el álbum de música para piano "Le Petit Piano". 
En 2010 apareció en el MV Good Day de IU. 
Desde el 4 de marzo de 2012, con la mejor estrella de K-pop de todos los tiempos, Lee Hyori, Jung ha estado presentando el programa de música Jung Jae-hyung & Lee Hyo-ri's You and I en SBS. Es MC de sala de espera en el programa de competencia musical Immortal Songs: Singing the Legend junto a Moon Hee-joon y Hwang Chi-yeul.

## Discografía
- Avec Piano (2019)
- Le Petit Piano (2010)
- Promenade (2009)
- For Jacqueline (2008)
- Seducing Mr. Perfect - Banda sonora (2006)
- Princess Aurora - Banda sonora (2005)
- Addicted - Banda sonora (2002)
- Jung Jae-hyung 2 (2002)
- Jung Jae-hyung 1 (1999)
- Basis 3 (1997)
- Basis 2 (1996)
- Basis 1 (1995)